# Campionat d'Europa d'atletisme
El Campionat d'Europa d'atletisme (en anglès, European Athletics Championship) és un esdeveniment atlètic organitzat per l'Associació Europea d'Atletisme (European Athletic Association, EAA), i que se celebra cada dos anys a una ciutat diferent, prèviament designada.
La primera edició es va celebrar el 1934 a la ciutat de Torí (Itàlia) i fins al 2024 s'han disputat 26 edicions. Únicament es va deixar de disputar l'edició del 1942 a causa de la Segona Guerra Mundial.
El 30 d'abril de 2006 el Consell Directiu de la EAA va anunciar que Barcelona acolliria la vintena edició que es va celebrar del 26 de juliol a l'1 d'agost del 2010. Les proves es van disputar a l'Estadi Olímpic Lluís Companys.
Inicialment la competició es disputava cada 4 anys. però després de l'Europeu a Barcelona, aquesta competició es va començar a celebrar cada dos anys.

## Edicions dels campionat
| Edició         | Any  | Ciutat      | Data                       | Estadi                                      |
| -------------- | ---- | ----------- | -------------------------- | ------------------------------------------- |
| I Detalls      | 1934 | Torí        | 7- 9 de setembre           | Estadi Comunale                             |
| II Detalls     | 1938 | París       | 3 - 5 de setembre          | Estadi de Colombes                          |
| III Detalls    | 1946 | Oslo        | 22 - 25 d'agost            | Estadi Bislett                              |
| IV Detalls     | 1950 | Brussel·les | 23 - 27 d'agost            | Estadi Heysel                               |
| V Detalls      | 1954 | Berna       | 25 - 29 d'agost            | Estadi Neufeld                              |
| VI Detalls     | 1958 | Estocolm    | 19- 24 d'agost             | Estadi Olímpic                              |
| VII Detalls    | 1962 | Belgrad     | 12- 16 de setembre         | Estadi Partizan                             |
| VIII Detalls   | 1966 | Budapest    | 30 d'agost - 4 de setembre | Népstadion                                  |
| IX Detalls     | 1969 | Atenes      | 16 - 21 de setembre        | Estadi Olímpic                              |
| X Detalls      | 1971 | Hèlsinki    | 10 - 15 d'agost            | Estadi Olímpic                              |
| XI Detalls     | 1974 | Roma        | 2 - 8 de setembre          | Estadi Olímpic                              |
| XII Detalls    | 1978 | Praga       | 29 d'agost - 3 de setembre | Estadi Evžena Rošického                     |
| XIII Detalls   | 1982 | Atenes      | 3 - 9 de setembre          | Estadi Olímpic                              |
| XIV Detalls    | 1986 | Stuttgart   | 29 d'agost - 3 de setembre | Estadi Gottlieb-Daimler                     |
| XV Detalls     | 1990 | Split       | 26 d'agost - 2 de setembre | Estadi Poljud                               |
| XVI Detalls    | 1994 | Hèlsinki    | 7-14 d'agost               | Estadi Olímpic                              |
| XVII Detalls   | 1998 | Budapest    | 18-23 d'agost              | Népstadion                                  |
| XVIII Detalls  | 2002 | Múnic       | 6-11 d'agost               | Estadi Olímpic                              |
| XIX Detalls    | 2006 | Göteborg    | 7-13 d'agost               | Estadi Ullevi                               |
| XX Detalls     | 2010 | Barcelona   | 26 de juliol - 1 d'agost   | Estadi Olímpic Lluís Companys               |
| XXI Detalls    | 2012 | Hèlsinki    | 27 de juny - 1 de juliol   | Estadi Olímpic                              |
| XXII Detalls   | 2014 | Zúric       | 12-17 d'agost              | Letzigrund                                  |
| XXIII Detalls  | 2016 | Amsterdam   | 6-10 de juliol             | Estadi Olímpic                              |
| XXIV Detalls   | 2018 | Berlín      | 7-12 d'agost               | Estadi Olímpic                              |
| —              | 2020 | París       | 26-30 d'agost              | Cancel·lats degut a la pandèmia de COVID-19 |
| XXV Detalls    | 2022 | Munic       | 15-21 d'agost              | Estadi Olímpic                              |
| XXVI Detalls   | 2024 | Roma        | 7-12 de juny               | Estadi Olímpic                              |
| XXVII Detalls  | 2026 | Birmingham  | 3-9 d'agost                | Alexander Stadium                           |
| XXVIII Detalls | 2028 | Chorzów     | 22-27 d'agost              | Estadi de Silèsia                           |

## Medaller
Actualitzat a la fi del campionat de 2024.
Antics països en cursiva.
| Pos.  | País           | Or  | Plata | Bronze | Total |
| 1     | Regne Unit     | 128 | 100   | 109    | 337   |
| 2     | Unió Soviètica | 120 | 110   | 101    | 331   |
| 3     | RDA            | 89  | 75    | 62     | 226   |
| 4     | Alemanya       | 83  | 90    | 87     | 260   |
| 5     | França         | 73  | 74    | 71     | 218   |
| 6     | Polònia        | 59  | 60    | 67     | 186   |
| 7     | Itàlia         | 56  | 55    | 57     | 168   |
| 8     | Rússia         | 50  | 51    | 57     | 158   |
| 9     | Finlàndia      | 35  | 29    | 42     | 106   |
| 10    | Espanya        | 34  | 30    | 42     | 106   |
| 11    | Països Baixos  | 33  | 29    | 29     | 91    |
| 12    | Suècia         | 32  | 44    | 43     | 119   |
| 13    | RFA            | 27  | 36    | 37     | 100   |
| 14    | Ucraïna        | 23  | 31    | 23     | 77    |
| 15    | Noruega        | 20  | 17    | 20     | 57    |
| 16    | Hongria        | 18  | 23    | 25     | 66    |
| 17    | Portugal       | 17  | 14    | 11     | 42    |
| 18    | Txecoslovàquia | 16  | 16    | 27     | 59    |
| 19    | Bèlgica        | 16  | 15    | 13     | 44    |
| 20    | Grècia         | 16  | 10    | 11     | 37    |
| 21    | Suïssa         | 13  | 16    | 19     | 48    |
| 22    | Bulgària       | 12  | 16    | 12     | 40    |
| 23    | Turquia        | 12  | 10    | 11     | 33    |
| 24    | Belarús        | 11  | 13    | 10     | 34    |
| 25    | Croàcia        | 9   | 3     | 3      | 15    |
| 26    | Romania        | 8   | 22    | 10     | 40    |
| 27    | Txèquia        | 7   | 15    | 11     | 33    |
| 28    | Iugoslàvia     | 6   | 6     | 3      | 15    |
| 29    | Irlanda        | 5   | 9     | 7      | 21    |
| 30    | Dinamarca      | 4   | 7     | 4      | 15    |
| 31    | Estònia        | 4   | 6     | 5      | 15    |
| 32    | Israel         | 4   | 3     | 4      | 11    |
| 33    | Letònia        | 4   | 3     | 3      | 10    |
| 34    | Lituània       | 3   | 3     | 5      | 11    |
| 35    | Àustria        | 3   | 2     | 7      | 12    |
| 36    | Eslovènia      | 3   | 2     | 3      | 8     |
| 37    | Islàndia       | 3   | 1     | 1      | 5     |
| 38    | Sèrbia         | 2   | 8     | 3      | 13    |
| 39    | Eslovàquia     | 1   | 5     | 1      | 7     |
| 40    | Albània        | 1   | 1     | 0      | 2     |
| 41    | Azerbaidjan    | 0   | 2     | 2      | 4     |
| 42    | Luxemburg      | 0   | 1     | 0      | 1     |
| 42    | Montenegro     | 0   | 1     | 0      | 1     |
| 44    | Moldàvia       | 0   | 0     | 1      | 1     |
| Total | Total          | 962 | 965   | 963    | 2890  |

Fins al 2024 Andorra, Armènia, Bòsnia i Hercegovina, Geòrgia, Gibraltar, Kosovo, Liechtenstein, Macedònia del Nord, Malta, Mònaco, San Marino i Xipre no havien guanyat cap medalla.